# Notylia nemorosa
Notylia nemorosa är en orkidéart som beskrevs av João Barbosa Rodrigues. Notylia nemorosa ingår i släktet Notylia och familjen orkidéer. Inga underarter finns listade i Catalogue of Life.